# 水噴射
水噴射（みずふんしゃ、英: Water injection）は自動車用語の一つで、水を燃焼室内に噴射することである。水噴射により燃焼室内の温度を下げて、排気ガスの発生を少なくしたり、燃費を向上させる目的で行われる。 
内燃機関では水噴射はデトナント噴射 （ADI）としても知られ、入ってくる空気または燃料と空気の混合気に水を噴霧するか、シリンダーに直接噴射して、「ホットポイント」の誘導システムの特定の部分を冷却する。ジェットエンジンでは、低速および離陸時にエンジンの推力が増加する。 

## 理論
水には非常に高い気化熱があり、周囲温度の水がエンジンに注入されると温度の高いシリンダーヘッドから熱を奪い、空気が水に取り込まれ、これにより蒸発し、吸気チャージを冷却する。吸気量が低いほど、密度が高く（体積効率が高く）、ノッキングする傾向が低くなるが、水蒸気はいくらかの空気を置換し、より高密度の吸気チャージの利点を無効にする。通常ノッキングは自然吸気ではなく強制誘導エンジンの問題であるため、これを防ぐのに役立つが電子点火システムではノッキングの発生を防ぐために点火タイミングが一般的に遅らせられ、追加の電力のために最大ブレーキトルク（MBT）タイミングに近づけることが可能である。 

## 流体の組成
多くの水注入システムは水とアルコール混合物（多くの場合50/50に近い）と微量の水溶性オイルを使用する。水はその大きな密度と高い熱吸収特性により、一次冷却効果を提供し、アルコールは可燃性であり水の不凍液としても機能する。オイルの主な目的は水噴射および燃料システム腐食を防ぐことでまた、高出力状態で動作している場合、エンジンの潤滑にも役立つ。注入溶液に混合されるアルコールは多くの場合メタノール（CH3OH）であるため、このシステムはメタノール水注入として知られており、高性能の自動車用途では水とメタノールの混合物ではなく100%メタノールを使用することを単にメタノール注入と呼んでいる。安全性の懸念と部品寿命の懸念により、これは議論の余地のある選択肢として残されているが米国ではこのシステムは一般に抗デトナント注入（ADI）とも呼ばれている。 

## 効果
ピストンエンジンでは、水の最初の噴射により燃料と空気の混合気が大幅に冷却され、その密度とひいてはシリンダーに入る混合気の量が増加する。圧縮されると、水（小さな液滴の場合）が熱を吸収（および圧力を低下）し、圧縮作業が軽減され、燃焼中に水が気化する際に大量の熱を吸収し、ピーク温度と結果として生じるNOxの形成を減らし、シリンダー壁に吸収される熱エネルギーの量を減らす追加の効果が後に生じるがこれはまた燃焼エネルギーの一部を熱の形から圧力の形に変換、熱を吸収して水滴が蒸発すると、水滴は高圧蒸気に変化する。混合気中のアルコールは燃えるがガソリンよりもノッキングに対してはるかに抵抗力があるため最終結果は爆発の開始前に非常に高い圧縮比またはかなりの強制誘導圧力を支持する高いオクタン価となる。 

### 制限事項
現代の民生用車のエンジンはほとんどが特定の空燃比で事前にプログラムされているため、車のコンピューターを再プログラムしたり、これらの比率を変更したりせずに水を導入してもメリットはほとんどなく、パフォーマンスが低下したり、エンジンが損傷したりする可能性がある。さらに、ほとんどの最新の燃料システムはあらゆる形の水が追加されたことを判断できず、新しい圧縮比を判断したり、低いシリンダー温度を利用など不可能で、事前にプログラムされた車ではほとんどの場合に間接的な水噴射方法を介して水蒸気を導入すると完結するために必要な空気（およびキャブレターまたはシングルポイント噴射エンジンの燃料）の代わりに水蒸気が使用されるため燃焼プロセスと生産力、電力が失われるので、通常は水注入のために再調整された車両のみが何らかの利益を享受する。 

## 航空機での使用

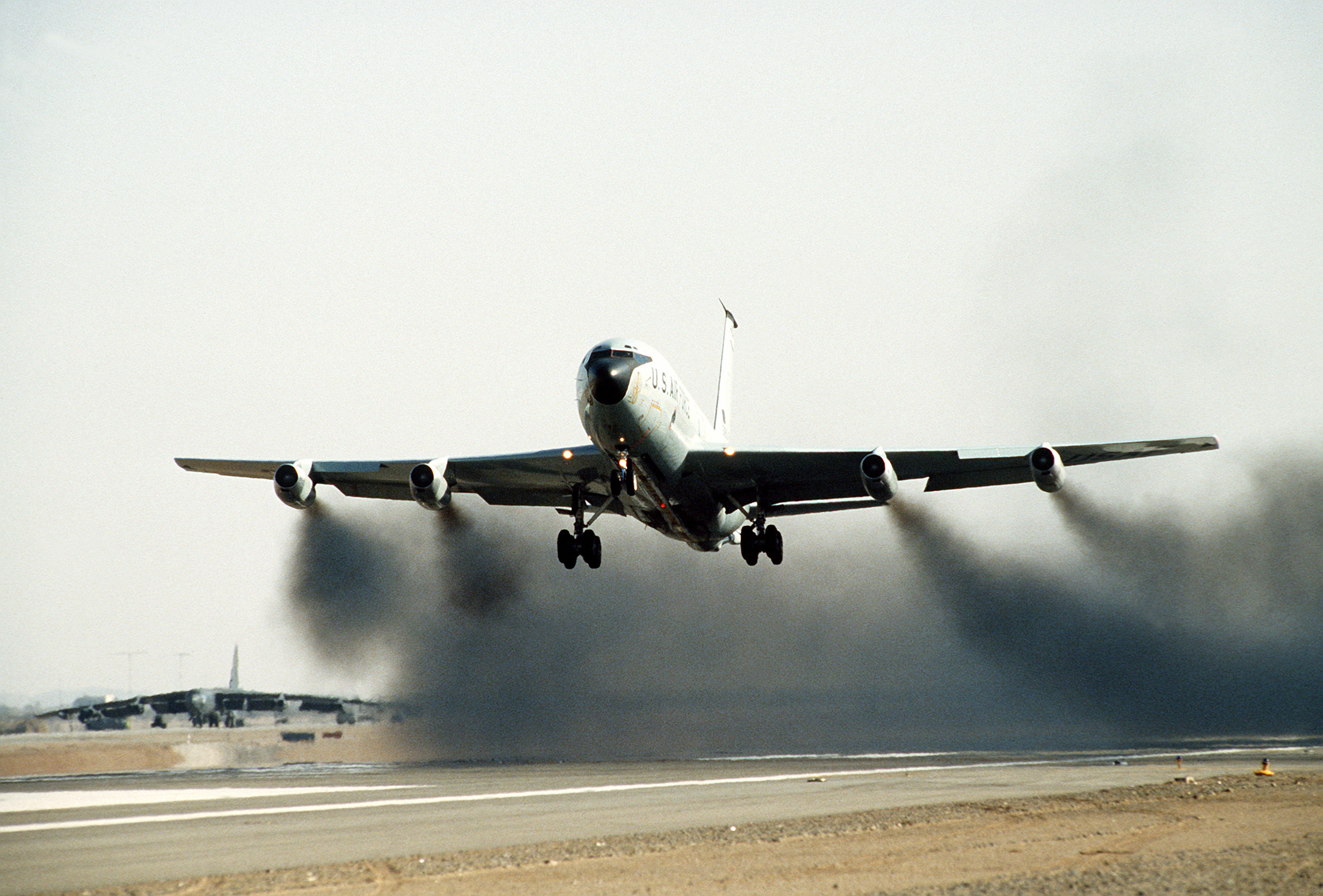
J57エンジンを搭載したKC-135の「ウェット」テイクオフ

水噴射は往復動エンジンと航空機用タービンエンジン両方で利用されるが、通常爆発を防ぐことが主な目的ではないことを除き、タービンエンジンで使用した場合の効果も似ており、水はコンプレッサーの入口または燃焼室の直前のディフューザーに注入され、水を追加するとエンジンから加速される質量が増加し、推力が増加するが、タービンの冷却にも役立つ。 通常、温度は低高度でのタービンエンジンの性能を制限する要因であるため、冷却効果により、エンジンはより高い回転数（rpm）で動作し、より多くの燃料が噴射されてより多くの推力が過熱することなく生成される。このシステムの欠点は、水を噴射すると燃焼室の火炎がいくらか消火されることで、これは火炎も冷却せずにエンジン部品を冷却する方法がないためであり、これにより未燃の燃料が排気から排出され、黒煙の特徴的な痕跡が生じることとなる。 

## 自動車での使用
クライスラーなどのメーカーのタービン過給エンジンを搭載した道路用車両で水噴射が使われた。1962年のオールズモビルF85には流体噴射Jetfire のエンジンが搭載されていたがこれは偶然にもCorvair Spyderと「世界初のターボチャージロードカー」の称号を共有している。オールズモビルは、水とアルコールの混合物を「ターボロケット液」と呼んでおり、SaabはSaab 99 Turboに水噴射を提供。インタークーラーの導入により爆発を防ぐための注水への関心はほとんどなくなりはしたが、排気 中の窒素酸化物（NO）と一酸化炭素（CO）の排出を潜在的に減らすことができるため、最近注水も関心を集めている。今日の水噴射の最も一般的な用途は、高性能のアフターマーケット過給システム（ターボチャージャーやスーパーチャージャーなど）を搭載した車両であり、このようなエンジンは通常、爆発による狭い安全限界で調整されているため、蒸発した水の冷却効果から大きな恩恵を受けている。 
市販車では2016年にM3誕生30周年記念として限定販売されたBMW M4 GTSに、インテークマニフォールド内に水噴射をするウォーターインジェクションシステムが搭載された。

## ディーゼルエンジンでの使用
2016年の研究では、水注入と排気ガス再循環を組み合わせてディーゼルエンジンの排気マニホルドに水を注入、吸気行程中に排気バルブを開くことにより、注入された水と排気ガスの一部がシリンダーに引き戻されるという効果は、NOx排出量を最大85%削減するとのことであったが、その代償として煤の排出量が増加した。  